# Chancas
Chancas var ett tidigare sydamerikanskt indianfolk. Man besegrade quechuaindianerna, men kom till slut att absorberas i inkariket efter de stridigheter som kom till stånd mellan chancas och inkafolket (som då hade fått stöd från quechuaindianerna).
Chancas var ett aymaratalande folk.